# LightScribe

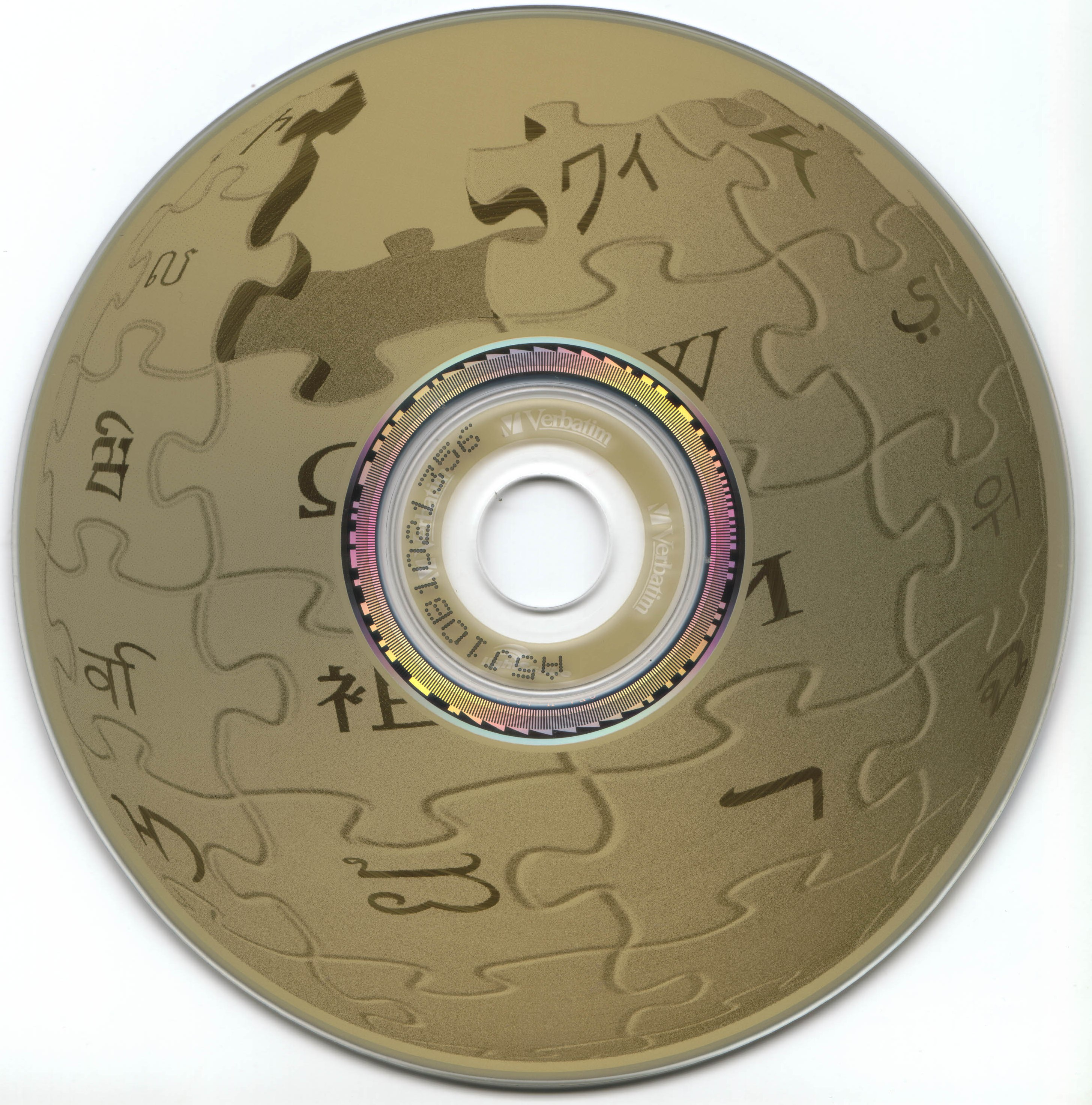
Wypalona płyta LightScribe

LightScribe – technologia pozwalająca na wydrukowanie etykiety na specjalnych płytach CD-R, DVD-R oraz DVD+R.
Metoda ta została opracowana przez firmę Hewlett Packard, a licencję na jej używanie wykupiło wiele firm produkujących nagrywarki DVD, producentów nośników CD-R, DVD-R i DVD+R oraz twórców oprogramowania nagrywającego.
Istnieją dwie wersje tej technologii: LightScribe 1.0 oraz LightScribe 1.2. Czas potrzebny na wypalenie etykiety w LightScribe 1.2 jest od 25% do 30% krótszy niż w LightScribe 1.0.

## Opis procesu
Do wydrukowania etykiety konieczna jest zarówno pokryta specjalną warstwą płyta CD lub DVD, jak i nagrywarka obsługująca ten system zapisu oraz specjalne oprogramowanie, które taki zapis umożliwia. Zaletą tej warstwy jest jej duża trwałość, czyli odporność na zarysowania (nawet paznokciem) i nie powstają żadne smugi ani odciski palców jak to czasami ma miejsce z wydrukami na płytach typu 'printable' wykonanych drukarkami atramentowymi.
Po wypaleniu płyty i odwróceniu jej na drugą stronę na wierzchniej stronie wypalany jest zaprojektowany przez użytkownika napis lub elementy graficzne. Powierzchnia dysku pokryta jest specjalnym barwnikiem reagującym, który zmienia kolor po wchłonięciu wiązki podczerwonej o długości fali 780 nm (tyle samo, ile jest używane do nagrywania płyt CD). Obecnie nie jest możliwe skasowanie obrazka, ale po wypaleniu można dodać kolejne elementy graficzne. Wypalanie obrazka odbywa się od środka do zewnątrz, więc czym większa średnica obrazu, tym dłużej płyta będzie wypalana. Pierwszym programem implementującym tę technologię był Nero Burning ROM w wersji 6.6.0.8, lecz obecnie jest on zaimplementowany również w darmowych narzędziach, np. CDBurnerXP oraz DVDScribe.
Na środku każdej płytki LightScribe wytłoczony jest specjalny kod, który umożliwia napędowi precyzyjne ustalenie pozycji dysku, co umożliwia dodanie elementów do etykiety, lub ponowne wypalenie, w celu polepszenia kontrastu.